# Maria Helleberg

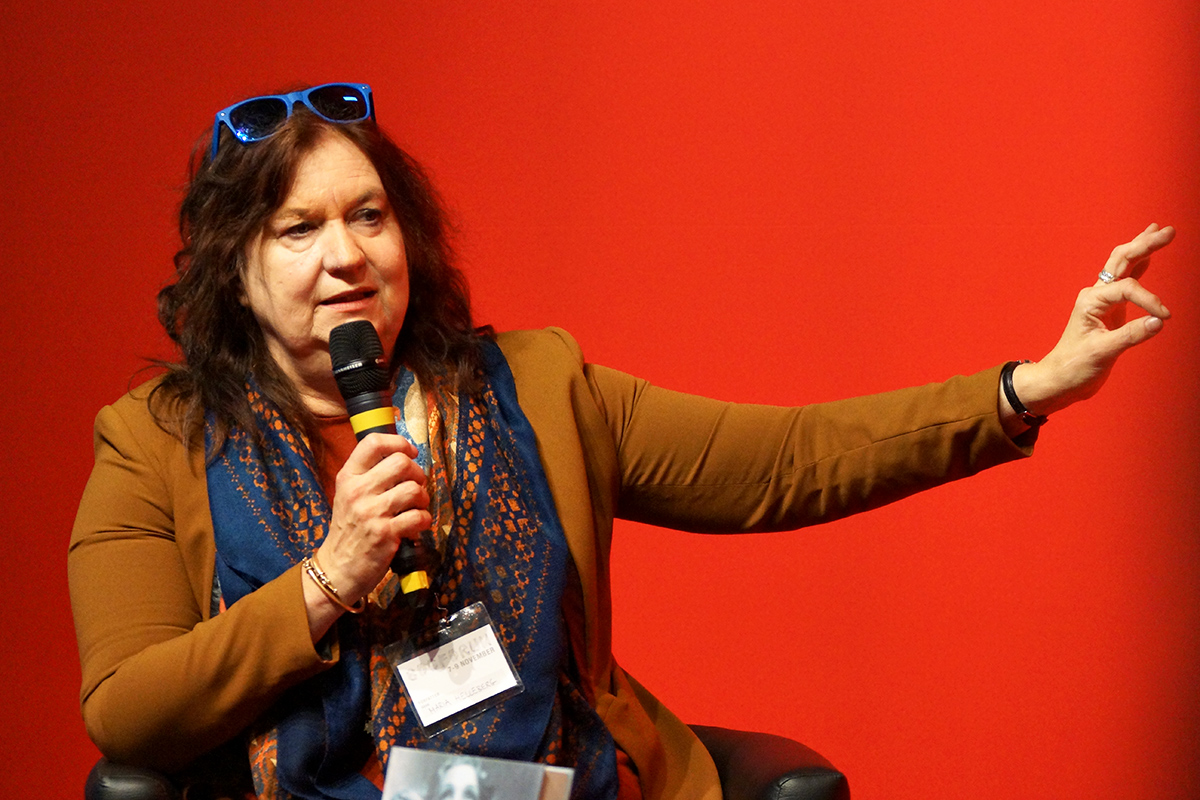
Maria Helleberg (2014)

Maria Helleberg (* 2. Januar 1956 in Frederiksberg, Dänemark) ist eine dänische Schriftstellerin.

## Leben
Maria Helleberg studierte Dänisch und Theaterwissenschaften an der Universität Kopenhagen. Ihre Magisterarbeit schrieb sie über Ästhetik und Film und Fernsehen. Mit Seersken debütierte sie 1986 als Schriftstellerin. Es folgten weitere historische Romane, darunter Så mangen sti vild, Som en vredens plov und Mathilde, magt og maske, die jeweils ins Deutsche übersetzt wurden. Für Dagmar und Kongens kvinder wurde sie 2008 und 2014 für den DR Romanpreis nominiert. Für Engelshjerte erhielt sie eine mit 50.000 DKK dotierte Nominierung für den Danske-Bank-Literaturpreis.
Gemeinsam mit Schriftstellern wie Susanne Clod Pedersen, Dan H. Andersen, Bodil Steensen-Leth und Charlotte Weitze beteiligte sich Helleberg an der Romanreihe Slægten. Die Buchreihe umfasst historische Romane, die sich mit Geschehnissen der dänischen Geschichte von den Wikingerzeit bis 1864 (Düppeler Schanzen) befasst. Zur 21 Romane umfassenden Reihe steuerte Helleberg fünf Bücher bei, darunter den Auftakt- und den Abschlussband.

## Werke (Auswahl)
- Seersken (1986)
- Så mangen sti vild (1988; Deutsch: Vogelfrei, Bastei Lübbe, Bergisch Gladbach 1996, ISBN 3-404-13723-X)
- Som en vredens plov. 1989
  - Der Pflug des Zorns. Übersetzung Gerd Weinreich, Ingrid Weinreich. Bastei Lübbe, Bergisch Gladbach 1997, ISBN 3-404-13844-9)
- Marskallens kvinde (1990)
- Statholderens hustru (1991)
- Mathilde, magt og maske (1991; Deutsch: "Und sei es bis zur Hölle": das Leben der Königin Mathilde, Eichborn Verlag, Frankfurt am Main 1995, ISBN 3-8218-0366-5)
- Undtagelsestilstand (1993)
- Lucrezias ægteskab (1994)
- Valeria (1996)
- Pigerne (1997)
- Milady (1998)
- Konebytning (1999)
- Under huden på Napoli (1999)
- Rigets frue: Margrete 1. (2000; Deutsch: Die Winterkönigin, Aufbau-Verlag, Berlin 2002, ISBN 3-7466-1818-5)
- En andens hjerte (2001)
- Thaïs (2001; Deutsch: Die Kurtisane des Kaisers, Aufbau-Verlag, Berlin 2003, ISBN 3-7466-1818-5)
- Kærlighedsbarn (2002)
- Miss Suzanna (2002)
- Dronningeskolen (2004)
- Dagmar (2007)
- Druknehuset (2008)
- Engelshjerte (2010)
- Kamma (2011)
- Knud Lavard (2011)
- Scenesat (2012)
- Leonora Christina

Teile der Slægten-Romanreihe
- Den hellige Knud (2005)
- Frihedens dragt (2009)
- Patrioten (2010)
- Bombardement (2010)
- Fortidens spøgelser (2012)